# Trygve Torjussen
Trygve Torjussen, född 14 november 1885 i Drammen, död 11 februari 1977, var en norsk tonsättare och pianist.
Torjussen studerade hos Gustav Fredrik Lange i Kristiania, hos Giuseppe Rosati i Rom och hos Samuel de Lange och Th. Wiehmayr i Stuttgart. Han debuterade som pianist i Kristiania 1911, var lärare i pianospel vid musikonservatoriet där 1911–17 och i musikteori vid Barratt Due musikkinstitutt 1931–41. Han var musikanmälare i Musikkbladet 1912–15, senare i Verdens Gang, Oslo Aftenavis och Tidens Tegn samt var en tid ordförande i Norsk komponistforening. Han skrev kör- och orkesterverk, kammarmusik, pianostycken och sånger.